# Ervin Fakaj
Ervin Pëllumb Fakaj (ur. 15 czerwca 1976 we Wlorze) – albański piłkarz występujący na pozycji obrońcy.

## Kariera klubowa
Fakaj karierę rozpoczynał w 1992 roku w klubie Flamurtari Wlora. Jego barwy reprezentował przez 5 lat. W 1997 roku przeszedł do hiszpańskiego CD Toledo z Segunda División. W 1998 roku odszedł do niemieckiego Eintrachtu Nordhorn z Regionalligi Nord. Na początku 1999 roku trafił jednak do drugoligowego Hannoveru 96. W 2. Bundeslidze zadebiutował 19 marca 1999 roku w zremisowanym 1:1 pojedynku z SSV Ulm 1846. Przez pół roku w barwach Hannoveru rozegrał 6 spotkań.
W połowie 1999 roku Fakaj odszedł do grającego w Regionallidze Nord SV Meppen. Na początku 2000 roku podpisał kontrakt z cypryjskim klubem Enosis Neon Paralimni, grającym w ekstraklasie. Spędził tam 1,5 roku. W 2001 roku odszedł do belgijskiego KRC Genk. W 2002 roku zdobył z nim mistrzostwo Belgii. Po tym sukcesie przeszedł do niemieckiego drugoligowca, MSV Duisburg, w którym występował przez rok.
W 2003 roku Fakaj wrócił do Albanii, do KF Tirana. W 2004 roku zdobył z nim mistrzostwo Albanii. W tym samym roku odszedł do Partizani Tirana, gdzie w 2005 roku zakończył karierę.

## Kariera reprezentacyjna
W reprezentacji Albanii Fakaj zadebiutował 16 listopada 1995 roku w przegranym 1:2 towarzyskim meczu z Albanią. 11 października 2000 roku w wygranym 2:0 pojedynku eliminacji Mistrzostw Świata 2002 z Grecją strzelił swojego jedynego gola w kadrze. W latach 1995–2002 w drużynie narodowej rozegrał 25 spotkań i zdobył 1 bramkę.